# Mercenarios de la Antigua Grecia

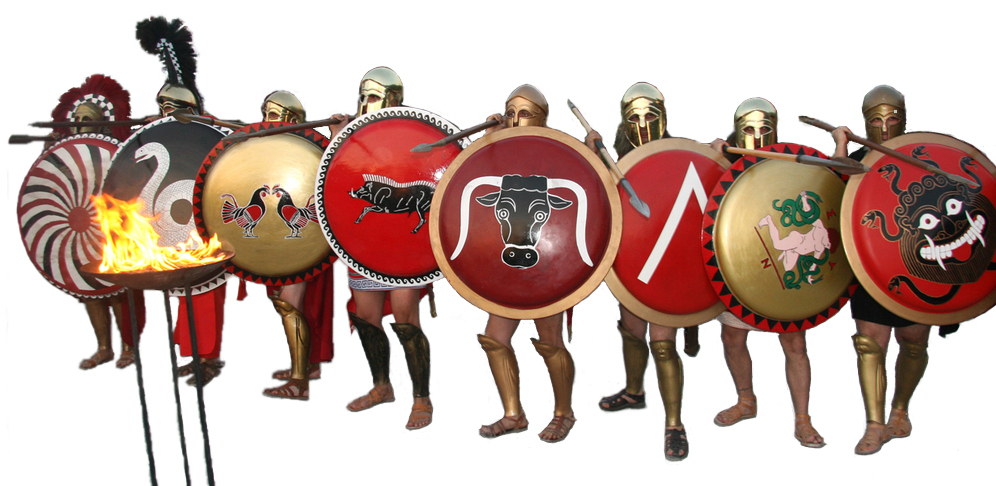
Recreación moderna de una fila de hoplitas. Los mercenarios formaron parte de las falanges hoplíticas.

El modelo básico de los mercenarios durante el primer milenio a. C., es el griego, derivado de la transformación de las estructuras de organización social que propiciaron el surgimiento de las ciudades-Estados (polis) en sustitución del sistema palacial propio de la época micénica en que los guerreros defendían de un monarca, organización de la que pueden ser un reflejo los poemas homéricos.
La polis y la condición de ciudadanos implicó a todos sus habientes varones libres en la defensa del estado, surgiendo un nuevo tipo de guerrero, el hoplita, soldado de infantería pesadamente armado que combatía agrupado en un nuevo sistema de formación cerrada: la falange, alejada del combate heroico que, probablemente, caracterizó las batallas durante la Edad del Bronce.
Las armas de los nuevos guerreros, los llamados «hombres de bronce», eran esencialmente el escudo redondo (hoplon), la coraza anatómica, el casco y las grebas, empleando una larga lanza como principal arma ofensiva y una espada para el combate a corta distancia, armas que ya se encuentran, en mayor o menor medida, en la iconografía micénica, especialmente en el Vaso de los guerreros de Micenas, en el que ya se incluyen las piezas de armamento indicadas, difundiéndose el modelo de panoplia prehoplítica en otras áreas del mediterráneo oriental a través de las migraciones de finales del segundo milenio a. C., en las que pudieron tomar parte los ahhiyawa identificados como griegos micénicos, siendo el relato de la lucha entre David y Goliat un claro ejemplo de la difusión de este tipo de armamento.

Salió al centro, de entre las filas de los filisteos, un hombre llamado Goliat, de Gat que medía seis codos y un palmo de altura. Se cubría la cabeza con un casco de bronce y llevaba una coraza de escamas también de bronce, de 5.000 siclos de peso. En los pies llevaba botas de bronce, y en la izquierda un escudo, también de bronce. El asta de su lanza era como el plegador de un telar, y la punta, de hierro, pesaba seiscientos siclos. Delante de él caminaba su escudero.
Primer libro de Samuel (1, 17, 3-7)

## El sistema hoplítico
La organización de la guerra en Grecia derivada del nuevo sistema hoplítico se basaba en el combate cerrado y la formación compacta.
Las unidades variaron a lo largo del tiempo, pero un sistema representativo era el espartano. La dificultad y el tiempo necesarios para formar un hoplita propiciaría que el número total de ciudadanos que constituían el ejército, de no más de 9000 espartiatas en el siglo VII a. C., descendiera hasta los 3600 en el siglo IV a. C.
El sistema de división propio de los ejércitos ciudadanos se mantendrá entre los contingentes mercenarios como en el caso de los hombres reclutados por Ciro y mandados por Clearco. (Véase Anábasis de Jenofonte)

## Los primeros mercenarios
Los hombres de bronce (kalkei andres) buscaron a partir del siglo VII a. C. soluciones para los problemas de subsistencia que se sucedieron en muchas polis como consecuencia de las crisis económicas derivadas de la falta de tierra (stenochoria) y, tras descartar la emigración hacia las colonias del mediterráneo central, pusieron sus conocimientos técnicos al servicio de diversos imperios, desde Egipto a Babilonia y Lidia entre los siglos VII a. C. y V a. C., interviniendo alternativamente en las luchas entre los sátrapas persas y el Imperio Aqueménida durante el siglo V a. C., como en el caso del contingente mandado por Licón de Atenas que apoyó a Pisutnes de Sardes contra Darío II en el 420 a. C., o al servicio de estos en las luchas entre las ciudades de Jonia y Atenas, como el contingente de epicuroi enviado por el sátrapa de Sardes en apoyo de los samios el 440 a. C., obteniendo un prestigio agrandado por la retirada de los mercenarios griegos por espacio de 15 meses desde Cunaxa hasta el mar Negro sin que pudieran ser derrotados.

## Auge del mercenariado
El éxito motivó la participación constante de mercenarios griegos en los ejércitos persas en diversas zonas del imperio, desde Egipto a Chipre y las satrapías occidentales, a lo largo del siglo IV a. C., hasta finalizar con el apoyo que Artajerjes III Oco prestó a la ciudad de Perinto asediada por Filipo II de Macedonia, enviando un ejército mercenario al mando del estratego ateniense Apolodoro que obligó a la retirada a los ejército macedonios.

Esta derrota, unida a la del cuerpo macedonio de Parmenio en la Tróade, en el 335 al 334 a. C. ante los mercenario de Memnón de Rodas, pesó en el recuerdo y condicionó sin duda la actuación de Alejandro Magno en la batalla del río Granico el mismo año cuando masacró a los mercenarios griegos.
Creta, Etolia y Arcadia, alguna de las regiones más desfavorecidas de Grecia y que por ello contaban con menos recursos, fueron el origen de una gran parte de los mercenarios, uniéndose a la razón económica la política en muchos casos.
Los cambios en los gobiernos de las ciudades, el surgimiento de las tiranías, la inestabilidad en general, serán causa y efecto de la disponibilidad y contratación de mercenarios, soldados que, superado el concepto de la lucha por la patria que alumbraba el sistema del ciudadano en armas establecido por las polis, combatirán esencialmente por su supervivencia.
Los mistophoros (los que cobran la paga, misthos), llamados también xenoi (extraños) por su origen, o apachar (auxiliares), caracterizarán con su presencia las grandes guerras mediterráneas hasta la caída definitiva de Cartago.
Jenofonte relata en la Anábasis la organización y estructura del contingente de mercenarios griegos (los Diez Mil) durante su retirada después de la muerte de Ciro II en la batalla de Cunaxa (401 a. C.), probablemente la acción más conocida de hoplitas griegos a sueldo.
Con todo, la gran época del mercenariado griego es la correspondiente al periodo posterior al final de la guerra del Peloponeso (431-404 a. C.), conflicto durante el que tanto lacedemonios como atenienses, y sus aliados, recurrieron a la contratación de mercenarios para completar sus ejércitos o reponer las bajas sufridas, empleando para ello contingentes de las más variadas procedencias, entre ellas la península ibérica.

## Rasgos del mercenariado
Tras la guerra del Peloponeso, un gran número de hombres fueron desmovilizados al finalizar sus contratos de alistamiento, con lo que perdieron su sistema de vida. A partir de este momento, un gran número de expertos hoplitas o auxiliares dorioforoi (los que portan lanza), tureophoroi (portadores de escudo oblongo o tureos) y peltastas (soldados de infantería ligera movilizados generalmente entre el campesinado caracterizados por usar un escudo pequeño o pelte), no teniendo otro medio de subsistencia que la guerra.
Plutarco indica que cuando Perseo de Macedonia reclutó mercenarios para enfrentarse a los romanos «se presentaron 10.000 jinetes y 10.000 infantes armados a la ligera, todos mercenarios, gentes que no sabían cultivar la tierra, ni navegar, ni vivir de la ganadería, que no ejercían más que un sólo trabajo y oficio, que consistía en combatir sin cesar y vencer a sus enemigos», se pusieron al servicio del mejor postor, sin importarles en muchos casos las razones de la lucha o el tener que enfrentarse a otros griegos, como en el caso de las batallas del río Gránico e Issos.
En la batalla de Issos, el núcleo profesional del ejército de Darío III estaba formado nuevamente por mercenarios griegos en número de 30.000 según las fuentes clásicas, aunque la cifra es sin duda exagerada. Junto a ellos los infantes pesados persas (kardakes) intentaron realizar las mismas funciones que los mercenarios. De hecho la carga de la falange griega al servicio de los persas estuvo a punto de hundir a la propia falange macedonia gracias a un error de Alejandro que separó en exceso su ala derecha del centro de la formación. No obstante, cuando la caballería macedonia consiguió derrotar al ala izquierda persa y atacar el flanco de los mercenarios, el centro persa se hundió provocando la huida de Darío III, aunque una parte del ejército consiguió mantenerse unida y embarcar en Trípoli.
En la batalla de Gaugamela (331 a. C.) los mercenarios griegos, aunque en número más reducido continuaban formando en el centro del dispositivo persa, a ambos lados del contingente mandado personalmente por el rey. Los supervivientes, mandados por Patrón de Fócida y Glauco de Etolia, mantuvieron su fidelidad al rey persa incluso en su huida hacia la Bactriana, se entregaron a Alejandro Magno después del asesinato de Darío III por Besos y fueron exterminados por el ejército de Alejandro Magno.
En la batalla del Gránico, el contingente de hoplitas mercenarios griegos se elevaba, probablemente, a 5000 hombres, mandados por el rodio Memnón, que permaneció en la segunda línea sin intervenir en el combate. Rodeados por la infantería y caballería macedonias, la mayor parte fueron exterminados pese a que intentaron pactar un acuerdo para sumarse a las filas del ejército de Alejandro, enviándose un contingente de 2000 hombres como esclavos a Macedonia.
Polieno indica que el contingente de mercenarios a las órdenes de Memnón durante el asedio de Magnesia era de 4000 hombres (en el 335 a. C.).
Los mercenarios griegos fueron, sin duda, una tropa muy apreciada y temida, pero también odiada y despreciada. Cuando los siracusanos recurrieron a la antigua metrópoli, Corinto, para librarse de la tiranía, la polis ístmica alistó y envió a Sicilia un contingente de hombres mandados por Timoleón reclutados en diversas zonas de Grecia, incluyendo incluso a los odiados guerreros que habían participado en el saqueo del santuario de Delfos, tropas que combatieron de forma excelente contra los cartagineses, pero cuya pérdida no se consideró una desgracia sino un justo castigo a sus acciones.
La propia Cartago, después de padecer severas derrotas a manos de los mercenarios griegos, incluyó diversos contingentes en sus tropas, destacando sin duda el papel del lacedemonio Jantipo durante la expedición de Marco Atilio Régulo a África durante la primera guerra púnica, pero fue incapaz de mantenerlo como comandante de las tropas por las envidia suscitada entre los cartagineses por sus éxitos y el temor a que interviniera en la política interna de la colonia tiria.
La fidelidad de los mercenarios se establecía, obviamente, a través de la paga.
El misthos consistía en una soldada establecida en el momento del contrato cuyo montante variaba según las circunstancias.
Los hombres dirigidos por Jenofonte tenían establecida una retribución de un dárico mensual, equivalente a cinco óbolos diarios, o 25 dracmas al mes, paga que no varió en exceso a lo largo del siglo IV a. C.
La paga se completaba, como es lógico, con las rapiñas producto del botín que incluía el saqueo de ciudades, campamentos, prisioneros y muertos. Pero también en ocasiones, la manutención (sitos) cuyo abono convertiría en neta la ganancia de la soldada.
El reparto del botín era organizado por el general de cada ejército que nombraba una serie de negociadores extraídos de entre la oficialidad para que llevaran a cabo las transacciones de lo obtenido con los comerciantes que acostumbraban a seguir a los ejércitos para aprovecharse de los despojos que los vencedores solían saldar a bajo precio, dado que acarrear el botín impedía la movilidad de los contingentes, y podía convertirse en una de las causas de su derrota al pensar más los soldados en conservar sus ganancias depositadas en el campamento que en luchar, motivo por el cual, en otras ocasiones, los generales obligaban a desprenderse de sus bagajes a las tropas dejándolos en las bases de operaciones del ejército para incentivar así a los soldados a obtener el triunfo y poder regresar tanto a sus hogares como junto a sus bienes. Como en el caso de Aníbal, cuyo ejército dejó los equipajes a recaudo del cuerpo de observación del Ebro, bienes que fueron saqueados por los romanos tras su victoria en la batalla de Cissa (218 a. C.).
Uno de los casos más significativos respecto a la obtención de botín lo constituyó el campamento del ejército persa de Mardonio capturado por los griegos tras la batalla de Platea (479 a. C.):

Ellos, se dispersaron por el campamento persa y encontraron tiendas recamadas con oro y plata, lechos con incrustaciones de oro y plata, y cráteras, copas y otras vasijas de oro; encontraron en unos carros, sacos en los que aparecieron calderos de oro y plata; despojaron a los cadáveres que yacían en el suelo de sus brazaletes, de sus collares y de sus espadas, que eran de oro [probablemente la vaina ya la empuñadura], y no daban importancia a las ropas de variados colores. Allí los hilotas robaron muchos objetos y los vendieron a los eginetas[...] de modo que las grandes fortunas de los eginetas tuvieron ese origen, pues compraron a los hilotas el oro a precio de bronce.
 Heródoto Historia IX, 80

La costumbre en los ejércitos de las polis griegas consistía en reservar una parte o décima del valor del botín obtenido para consagrarlo en el templo de una divinidad como muestra de agradecimiento por la protección recibida que les había permitido alcanzar la victoria. Los ejemplos son numerosos: Heródoto, describe esta práctica tras la victoria sobre la flota persa en aguas de Salamina el año 480 a. C.:

Ante todo, apartaron para los dioses, entre otros presentes, tres trirremes fenicias, para dedicar una en el Istmo, otra en Sunio y otra en Ayante, en la misma Salamina. Después d esto dividieron el botín, enviaron las primicias a Delfos y con ellas hicieron una figura de un hombre que tenía en la mano un espolón de nave, de un tamaño de doce codos.
Heródoto op. cit. VIII, 121-122

.
Otros ejemplos corresponden a las ofrendas de Pausanias tras la victoria de Platea: Después de reunir todas las riquezas, apartaron el diezmo para el dios de Delfos, y con él se ofrendó el trípode de oro colocado sobre la serpiente de bronce de tres cabezas, muy cerca del altar. También separaron una parte para el dios de Olimpia, con la cual ofrendaron un Zeus de bronce de diez codos de alto, y otra para el dios del Istmo, con la que se hizo un Poseidón de bronce de siete codos.
La misma práctica, integrante del agon griego, se llevará también a cabo en las guerras entre siracusanos y cartagineses, puesto que, por ejemplo, el tirano Gelón de Siracusa, después de su victoria, en 480 a. C., en la batalla de Hímera entregó en el santuario de Apolo en Delfos un trípode de oro por valor de 16 talentos.
Otras partes del botín correspondían al general del ejército y al propio Estado para sufragar los gastos de la guerra y, por último el resto se repartía de forma proporcional o igualitaria entre los mercenarios, ya que en los ejércitos formados por ciudadanos era el Estado el que obtenía el producto de la venta del botín.
Cuando la situación lo requería, ante un combate decisivo, la defensa o el asedio de una ciudad, los generales solían prometer complementos específicos por actos de valor o aumentos generales de la paga para incentivar a los hombres. Ciro II prometió a cada soldado cinco minas de plata (500 dracmas) y el sueldo completo hasta el regreso a Jonia cuando los mercenarios se rebelaron al descubrir que marchaban contra Babilonia. Posteriormente prometerá nuevos pagos indicando que «lo que temo no es que me falte qué dar a cada uno de los amigos si las cosas salen bien, sino que no tenga suficientes manos a quienes dar. Por otra parte, a cada uno de vosotros, los griegos, os daré una corona de oro».
Dionisio I de Siracusa entregó la ciudad de Motia al saqueo de sus hombres con el fin de que estuvieran más predispuestos a combatir en futuros encuentros sabiendo que su general les permitiría hacerse con un buen botín.
Solo en casos muy excepcionales, como el de Eumenes II de Pérgamo, se incluían otras compensaciones, como la limitación de la duración de la campaña a 10 meses, retribuciones para los huérfanos de los muertos en combate, o precios fijos en los alimentos (especialmente el trigo y el vino) que los mercenarios debían adquirir. Sin embargo, la máxima reclamación de los mercenarios era la obtención de tierras para poder instalarse con sus familias, cambiando la prestación militar por la condición de propietario agrícola. El sistema, similar al de los clerucos organizado por Atenas para asegurarse el control de determinadas áreas del Egeo, no era sostenible por cuanto el transcurso de los años restaba capacidad militar a los guerreros reconvertidos en campesinos estacionales, y el estado debía afrontar nuevos dispendios para mantener la fortaleza del ejército.
Junto a la paga, y en los momentos en que la fidelidad de los mercenarios empezaba a flaquear, se recurría al sistema de dejarles rapiñar en las zonas próximas a los campamentos, como explica Jenofonte:

Mientras tanto salían todos los días con acémilas y esclavos y se traían al campamento, sin ser inquietados, cebada, trigo, vino, legumbres, mijo e higos; este país producía de todo, excepto aceite de oliva. Cuando el ejército estaba en el campamento se permitía a los soldados salir en busca de botín, y en estas salidas cada uno se apoderaba de lo que podía. Pero cuando salía el ejército entero, parte de lo que cada uno cogía se consideraba como propiedad común.
Jenofonte, Anábasis, VI, 6.

Pese a las remuneraciones, la fidelidad de los mercenarios dependía en muchos casos de las posibilidades de victoria, produciéndose frecuentes cambios de bando durante las campañas y deserciones. Existen múltiples ejemplos de deserciones. En la aproximación de Timoleón a Crimiso (341 a. C.), 1000 de sus 4000 mercenarios «se asustaron durante la marcha y se retiraron, persuadidos de que Timoleón había perdido el juicio y se había vuelto loco, al intentar atacar con 5000 infantes y 1000 jinetes a un ejército de 70.000 hombres y de llevar a su ejército a ocho días de marcha de Siracusa, puesto que a esa distancia no existía salvación en caso de derrota».
El mejor sistema para impedir las deserciones era mantener a las tropas pagadas y abastecidas siguiendo la norma impuesta por Ifícrates, general ateniense del siglo IV a. C., al que se atribuye la remodelación de las tropas de fortuna introduciendo en gran número las tropas de infantería ligera (peltastas) y una infantería de línea basada en los hoplitas pero con armamento menos pesado.

Ifícrates mandó un ejército de tierra y mar numerosísimo, y le retenía la cuarta parte del sueldo de cada mes, que se guardaba como garantía para que nadie abandonase al ejército. Así siempre tenía en su ejército numerosos soldados y sin apuros económicos.
Polieno, Estratagemas III, 9, 51

Aunque en muchas ocasiones los castigos por el abandono no eran expeditivos, dado que el soldado entrenado, si la paga era buena y la causa tenía posibilidades de triunfar podía volver a emplearse pasado un tiempo. El propio Timoleón castigaba solo con la expulsión a los que hicieron defección de su ejército antes de la batalla del Crimiso contra los cartagineses, aun sabiendo que el concurso de las tropas que se negaron a seguirlo hubiera podido ser decisivo en el combate.
Y Ciro no tomó represalias sobre las familias de los mercenarios mandados por Jenias de Arcadia y Pasión de Megara que le abandonan en Miriando durante su marcha sobre Babilonia.

Era preferible, en todo caso, que los mercenarios y los aliados fueran de confianza.

### Peltastas
No todos los mercenarios reclutados en Grecia eran hoplitas. Las derrotas sufridas durante las guerras de los siglos V y IV a. C. de algunos contingentes de hoplitas espartanos a manos de tropas ligeras, peor armadas pero más móviles, como en la batalla de Esfacteria (421 a. C.), o durante las campañas de Ifícrates de Atenas en la guerra de Corinto durante la que obtuvo la victoria de Lecaón (390 a. C.) causando un 50 % de bajas a una unidad de 600 hoplitas lacedemonios, y la costumbre de que el equipo corría a cargo de los propios guerreros, contribuyó a una variación fundamental en el concepto de mercenario.
Si bien subsistió la idea de la falange mercenaria, adoptada por Siracusa durante las guerras para la expulsión de los tiranos (siglo IV a. C.), Cartago en el mismo periodo, o Persia al inicio de la guerra contra Alejandro Magno (343-330 a. C.), se produjo el desarrollo de un nuevo tipo de mercenarios: los peltastas pesados, empleados indistintamente como fuerzas de infantería de línea o de infantería ligera.
Los peltastas, en el momento de su aparición en los ejércitos griegos durante el siglo V a. C., eran guerreros tracios armados con un equipo ligero compuesto por botas de fieltro o cuero, túnica corta, un escudo de madera o mimbre con la parte superior recortada en forma de creciente lunar, jabalinas de entre 110 y 160 cm de longitud, y una lanza algo más larga que lanzaban por medio de un propulsor. Muy útiles para lanzar un gran número de proyectiles combatiendo en orden abierto contra los grupos de hoplitas con el objeto de desbaratarlos, eran, sin embargo, vulnerables en un combate directo que siempre se intentaba evitar mediante una rápida retirada que permitiera volver a encarar a la formación hoplítica para acosarla constantemente hasta provocar su ruptura por cansancio. Su presencia entre las tropas de la expedición de Ciro reclutadas por Clearco es una de las últimas menciones a las mismas.
Los nuevos peltastas pesados incorporaron a su equipo elementos de la panoplia como el escudo circular (hoplon) y la lanza larga, pero se desprendieron de las pesadas corazas y cnémidas (grebas) para aumentar la movilidad. Los cascos de fieltro o cuero sustituyeron en muchas ocasiones a los cascos de bronce.
Los tureoforoi, soldados de infantería ligera armados con un escudo oval (tureos) constituirían la prolongación conceptual de los peltastas pesados hasta época helenística. No solo se constituyeron nuevas tropas polivalentes capaces de tomar parte en combates en línea y luchas irregulares, sino que desempeñaron un papel destacado otros tipos de guerreros, los arqueros y los honderos.

### Arqueros y honderos
Durante la tiranía de Pisístrato en Atenas (560-527 a. C.), el tirano reclutó una fuerza de arqueros escitas con el objetivo de prestar apoyo a los hoplitas atenienses, confiriéndoles un poder de fuego del que carecían. No obstante, la principal función de los arqueros fue la de ejercer como fuerza de orden público en Atenas, siendo su imagen muy común en la decoración de la cerámica ática.
Su presencia entre las tropas atenienses fue de corta duración, ya que no figuraronn en la composición del ejército que combatió en Maratón (490 a. C.) y, por el contrario, se encuentran en el listado de tropas de Jerjes II que toman parte en la invasión de Grecia (480 a. C.) según el relato de Heródoto, bajo el nombre de sacas. El arma de los arqueros escitas era el arco compuesto de cuerpo doble convexo, fabricado mediante una combinación de hueso, madera, asta, tendones, corteza y cuero. Surgido durante la Edad del Bronce en el Oriente Próximo, marcará una época de la arquería a pie y a caballo destacando su empleo por múltiples pueblos, desde los partos que lo emplearon profusamente en su victoria de Carrhae (53 a. C.) frente al ejército romano de Marco Licinio Creso Dives, a los persas sasánidas.
Los escitas disponían de diversos tipos de proyectiles con puntas de bronce o hierro, macizas o con aletas, según la función, que guardaban en un carcaj (gorytos) decorado.
La arquería en el mundo griego fue ejercida especialmente por los cretenses, ampliamente empleados en la guerra del Peloponeso y presentes en la retirada de los Diez Mil, aunque es probable que, con el tiempo, el concepto cretense referido a los arqueros no correspondiera tanto a una unidad cohesionada por su origen territorial, sino que se refiriera a un tipo concreto de soldado en función del arma empleada; de forma similar a las citas en las fuentes romanas referidas a los honderos baleares que, tras una primera fase, se referirían a todos aquellos guerreros especializados en el combate con hondas.
Los cretenses descritos por Jenofonte llevaban además del arco compuesto una vestimenta ligera y un escudo de bronce de pequeño tamaño (pelta) que emplearían en el combate cuerpo a cuerpo, citándose también cretenses armados con pequeños escudos (aspidiotai) al servicio de los seléucidas a finales del siglo III a. C., con corazas entre las tropas de Antíoco III mandadas por Polixénidas de Rodas e incluso entre las tropas del rey macedonio Perseo derrotadas en la batalla de Pidna (168 a. C.) por Lucio Emilio Paulo, donde los cretenses fueron, por codicia de los tesoros del rey, los últimos en abandonarle.
Pese a la concepción del combate cerrado característico de las polis y el supuesto desprecio hacia el empleo del arco como arma noble, siguiendo la tradición literaria que lo considera un arma «afeminada», existen ejemplos del empleo de arcos por soldados con armadura completa claramente identificables como hoplitas, en un dinos atribuido al Pintor de Altamura (c.450 a. C.) y, especialmente, en el Monumento de las Nereidas de Janto (c.400 a. C.), en que dos arqueros protegidos por corazas de lino (linothorax) y cascos corintios protegen la escalada de los hoplitas a las murallas.
Los honderos formaban también unidades especializadas de mercenarios. Junto a los rodios, aqueos y acarnienses obtuvieron justa fama ya durante la guerra del Peloponeso por la potencia y precisión de su tiro, como el contingente del golfo de Melida reclutado por los beocios antes del asedio de Delio.
Aunque es en la Anábasis donde se muestra con mayor claridad la necesidad de disponer de honderos para hacer frente a las acometidas de las tropas de Mitrídates, llegando los comandantes de los mercenarios griegos a primar a los soldados, especialmente peltastas, que aceptaron constituir la unidad de honderos del ejército en retirada, demostrándose su utilidad en la batalla de Drilae donde lucharon intercalados con los hoplitas.
Los mercenarios griegos constituían a pesar de su diversa procedencia, un grupo hasta cierto punto uniforme debido al hecho de compartir elementos correspondientes a un mismo ethos y, especialmente, a proceder de un sistema de combate común.
Las dificultades que Ciro tiene para transmitir sus órdenes al contingente mercenario reflejadas también en las experiencias de Orontes (385 a. C.) con contingentes mercenarios griegos y bárbaros, como el ateniense Cabrias con mercenarios griegos y soldados egipcios (384-382 a. C.) se multiplicarían en el ejército cartaginés.